# ジョーイア・デイ・マルシ
ジョーイア・デイ・マルシ（イタリア語: Gioia dei Marsi）は、イタリア共和国アブルッツォ州ラクイラ県にある、人口約1,800人の基礎自治体（コムーネ）。

## 地理

### 位置・広がり

#### 隣接コムーネ
隣接するコムーネは以下の通り。
- ビゼーニャ
- レッチェ・ネイ・マルシ
- オルトーナ・デイ・マルシ
- オルトゥッキオ
- ペスカッセーロリ
- ペシーナ

## 行政

### 分離集落
ジョーイア・デイ・マルシには、以下の分離集落（フラツィオーネ）がある。
- Casali d'Aschi, Passo del Diavolo, Sperone